# Jürgen Graf
Jürgen Graf, född 1951, död 14 januari 2025, var en schweizisk lärare och skribent som blivit dömd för brott mot schweiziska lagar mot rasism på grund av sina böcker om asylsökande och förintelsen.

## Biografi
Graf föddes i Basel och har en akademisk examen från universitetet i Basel i skandinaviska språk, engelska och franska. Han arbetade flera år som språklärare och undervisade bland annat i tyska i Taiwan men återvände till Basel där han arbetade som intervjuare i asylmottagning. Han beskrev sina erfarenheter i boken Das Narrenschiff (ungefär Dårarnas skepp) som var ett bred anklagelse om missbruk av asyllagstiftning men som också gav honom ett rykte som främlingsfientlig.
Graf blev förintelseförnekare i början av 1990-talet, och publicerade flera kontroversiella böcker inom området, bland annat Der Holocaust auf dem Prüfstand (svenska: Förintelsen skärskådad). Flera böcker skrevs tillsammans med den italienska förintelseförnekaren Carlo Mattogno(en). Graf sände böckerna speciellt till journalister och parlamentariker, vilket befäste hans position som förintelseförnekare.
Hans böcker ledde så småningom till att myndigheter i Schweiz åtalade honom för brott mot schweiziska lagar mot rasism, där han år 1998 dömdes av en domstol i Schweiz till böter och 15 månaders fängelse. Domen överklagades men fastställdes 2000 av högre instans, varpå Graf gick i exil och bosatte sig i Ryssland 2001 där han har arbetat som översättare.